# Hefeng (socken i Kina, Guizhou)
Hefeng (kinesiska: 禾丰, 禾丰布依族苗族乡) är en socken i Kina. Den ligger i provinsen Guizhou, i den sydvästra delen av landet, omkring 43 kilometer nordost om provinshuvudstaden Guiyang.